# Oraaflex (sistema constructivo modular)

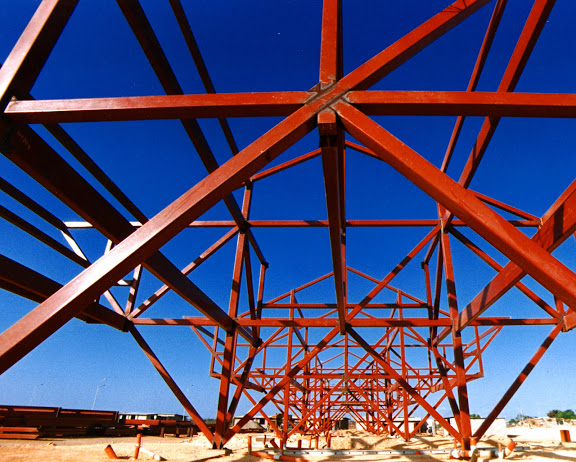
Sistema de construcción modular

Es un sistema constructivo modular metálico creado por el arquitecto José Rafael Oraá en la década de los 80's, durante sus años de estudio. La estructura consiste en una trama triangular porticada, conformada por perfiles no mayores a los tres metros de longitud y nodos unidos con pernos, usando materiales como el acero galvanizado. El sistema permite el desarrollo de soluciones habitacionales resistentes a los sismos en terrenos irregulares con un reducido impacto ambiental minimizando los cimientos intrusos con la posibilidad de realizar ampliaciones o reducciones posteriores a la construcción.

## Características

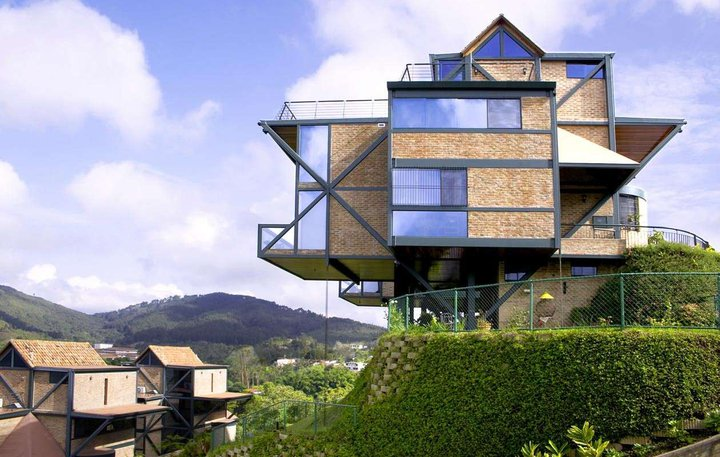
Casa construida en terreno irregular con sistema Oraaflex

El sistema está diseñado para realizar estructuras de óptima calidad, permitiendo rapidez de construcción, adaptabilidad a diferentes topografías, disminución del riego sísmico.  La construcción con este sistema permite la reducción de la humedad, debido al poco contacto de la edificación con el terreno y un aprovechamiento máximo de la luz natural, gracias al empleo de ventanales y claraboyas en los techos. También reduce los costos de construcción empleados para los cimientos, debido a que usa pocos puntos de apoyo, lo que también reduce los tiempos de construcción.

## Premios y reconocimientos recibidos
Mejor sistema constructivo, otorgado por la Cámara Venezolana de la Construcción.
Mejor diseño de stand de construcción en el evento Construya Vivienda otorgado por el Colegio de Arquitectos de Venezuela.
Premio salón Malaussena como solución de viviendas multifamiliares, otorgado por el Colegio de Arquitectos de Carabobo.
Premio nacional al mérito a la industria de la construcción, otorgado por la Corporación de Calidad de Venezuela.

## Franquicia
La solución estructural Oraaflex se ha extendió como franquicia comercial en países latinoamericanos como Costa Rica, Colombia y Panamá con registro industrial y registro de patente de invención realizada por el abogado César García Urbano Taylor como solución arquitectónica de construcción de inmuebles.